# Coptoclava longipoda
Coptoclava longipoda là một loài côn trùng trong họ Coptoclavidae thuộc bộ Coleoptera. Loài này được Ping miêu tả năm 1928.